# Ким Бёнджи
Ким Бёнджи (кор. 김병지; род. 8 апреля 1970, Мирян, Южная Корея) — южнокорейский футболист, играл на позиции вратаря.
Выступал за южнокорейские клубы «Ульсан Хёндэ», «Пхохан Стилерс», «Сеул», «Кённам» и «Чоннам Дрэгонз», а также национальную сборную Южной Кореи (провёл 61 матч).

## Клубная карьера
Во взрослом футболе дебютировал в 1992 году выступлениями за команду клуба «Ульсан Хёндэ», в которой провел восемь сезонов, приняв участие в 98 матчах чемпионата.
Своей игрой за эту команду привлек внимание представителей тренерского штаба клуба «Пхохан Стилерс», к составу которого присоединился в 2001 году. Отыграл за пхоханскую команду следующие четыре сезона своей игровой карьеры. Большинство времени, проведенного в составе клуба «Пхохан Стилерс», был основным голкипером команды.
В 2006 году заключил контракт с клубом «Сеул», в составе которого провел следующие два года своей карьеры игрока. Играя в составе клуба «Сеул» также в основном выходил на поле в основном составе команды.
С 2008 года четыре сезона защищал цвета команды клуба «Кённам». Тренерским штабом клуба также рассматривался как игрок «основы».
С 2013 года перешел в клуб «Чоннам Дрэгонз», за который отыграл три сезона. Тренерским штабом клуба также рассматривался как игрок «основы». Завершил профессиональную карьеру футболиста выступлениями за команду в 2016 году.

## Выступления за сборную
В 1995 году дебютировал в официальных матчах в составе национальной сборной Южной Кореи. В течение карьеры в национальной команде, которая длилась четырнадцать лет, провел в форме главной команды страны шестьдесят один матч, пропустив семьдесят два гола.
В составе сборной был участником кубка Азии по футболу 1996 года в ОАЭ, чемпионата мира 1998 года во Франции, где провел три матча (против Мексики, Нидерландов и Бельгии), розыгрыша Золотого кубка КОНКАКАФ 2000 года в США, розыгрыша Золотого кубка КОНКАКАФ 2002 года в США, чемпионата мира 2002 года в Японии и Южной Корее. Также участвовал в домашнем чемпионате мира, где Южная Корея заняла четвертое место, уступив Турции. Ким Бёнджи не провел ни одного матча за сборную, уступив место в основном составе Ли Ун Джэ.

## Государственные награды
- Орден «За спортивные заслуги» 2 класса Республики Корея — орден Отважного тигра (2 июля 2002)[3]